# الخبوزية
الخبوزية بلدية تابعة إقليميا إلى دائرة بئر غبالو بولاية البويرة الجزائرية.

## جغرافيا
تقع بلدية الخبوزية غرب ولاية البويرة، الجزائر. تابعة لدائرة بئرغبالو يحدها من الشرق بلدية عين بسام ومن الغرب بلدية مغراوة (المدية) التابعة لولاية المدية ومن الشمال بلدية سوق الخميس (البويرة) ومن الجنوب بلدية بئر غبالو وبلديـة الروراوة وتبلــغ مساحتها 63 كلم² ومنها 56 كلم² أرض خصبة صالحة للزراعة ويقطنها 6050 نسمة ويسودها مناخ قاري الذي يتميز بشتاء بارد وحار صيفا كما تعرف المنطقة بتساقط الثلوج والجليد في الشتاء وهبوب رياح ساخنة أحيانا في فصل الصيف وهي مصنفة ضمن البلديات الريفية

## أصل التسمية
سميت بلدية الخبوزية نسبة إلى نبتة الخبيز التي تكثر على الربوة وتعرف محليا باسم المجّير، ويختلف في أنّ أصل التسمية مشتقة من الخبز والمخبزة. كما كانت تسمى في العهد الاستعماري باسم Hoche نسبة إلي جنرال فرنسي (Louis Lazare Hoche)

## الفلاحة
نظرا لوفرة الأراضي الفلاحية الصالحة للزراعة التي تقدر بـ 56كلم² اتجه معظم سكان المنطقة إلى الاعتماد على الفلاحة وتربية المواشي التي تعتبر المورد الرئيسي لبعض سكان المنطقة التي تتمثل في زراعة الحبوب (القمح والشعير) والخضر والفواكه بنسبة قليلة كما تملك البلدية عددا من الأبار الفلاحية خاصة في المداشر المتواجدة عبر إقليم البلدية عددها يصل إلى 125 بئر
كما تحتوي البلدية على 10 أبار لتزويد السكان بالمياه الصالحة للشرب إضافة إلى 05 خزانات و34 منابع مائية خاصة وعامة موزعة على كامل تراب البلدية.
تتوفر البلدية على مزرعة نموذجية تسمى مزرعة الشهيد بوبكر السعيدي تقوم بتسيير 1218 هكتار من الأراضي الزراعية، وتوفر 33 منصب شغل.

## الصحة

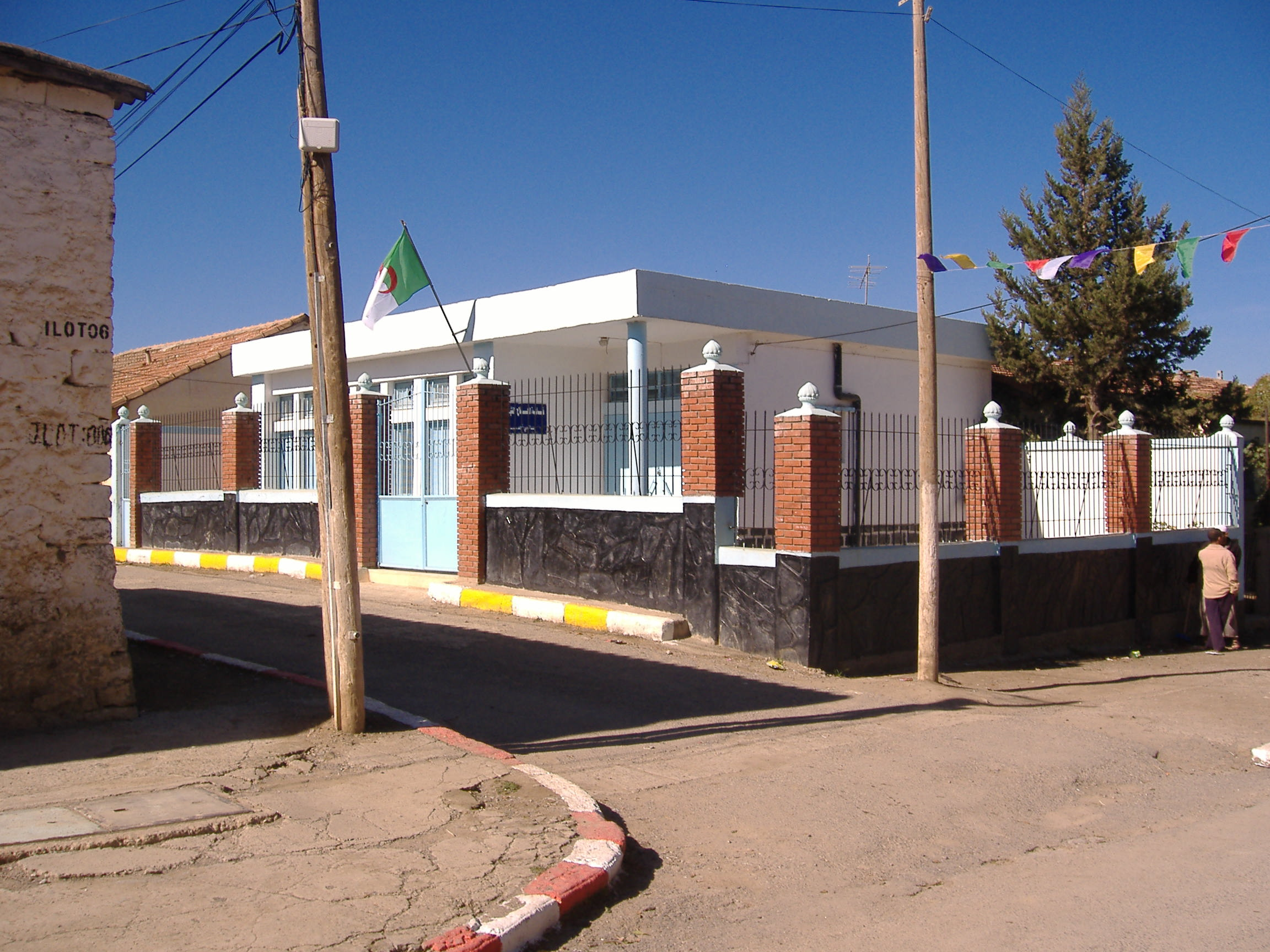
المركز الصحي السابق بالخبوزية

يوجد بالبلدية قاعة علاج واحدة يشتغل فيها ممرضان يقدمان العلاج اليومي للمرضى. كما أنه يوجد بها طبيب يقوم ويسهر على فحص المرضى خمس مرات في الأسبوع بالقاعة.
كما تم افتتاح صيدلية بالبلدية منذ ديسمبر 2008، وتمارس نشاطها طيلة أيام الأسبوع.
نُقلت قاعة العلاج إلى مقر البلدية القديمة لتصبح أوسع.

## البريد والمواصلات
وفيما يتعلق في الواصلات السلكية واللاسلكية يوجد بالبلدية مركز بريد واحد يشتغل فيه موظفان يقومان بتقديم الخدمات اليومية للمواطنين كما أن البلدية استفادت من 540 خط هاتفي ويوجد بها 03 شبكات للهاتف النقال هاتفية (جازي – نجمة (شركة اتصالات) – موبيليس).
- الترقيم الهاتفي الثابت 026885xxx.
- الرمز البريدي : 10038
- شبكة الهاتف اللاسلكي WLL
- ربط شبكة الإنترنت EasyADSL منذ نهاية 2007

## التعليم
تتوفر البلدية على 05 مدارس ابتدائية منها 03 في المداشر وهي منطقة أولاد سلمون – منطقة أولاد قمرة ومنطقة أولاد أعليان ويدرس في هذه المدارس الخمس 849 تلميذا ويدرسهم 38 معلما زيادة على هذا يوجد بهما مطاعم مدرسية في كل مدرسة الأخوان زيان وقرازم أحمد بالخبوزية مركز ومطعم واحد بمدرسة عزوز مشري أعمر بمنطقة أولاد قمرة.
أما في الطور الثاني فتوجد إكمالية واحدة يدرس بها نحو 420 تلميذ ويدرسهم 39 أستاذ وتحتوي على 17 قسما ويوجد بها مطعم.
أما في التعليم الثانوي فينتقل الطلبة إلى ثانويات عين بسام
كما تتوفر على مدرسة قرآنية ملحقة بمسجد النور ويقوم بتعليم القرآن لحوالي 100 تلميذ طوال العام.
كما تنشط في المنطقة أقسام محو الأمية، لتعليم الكبار وخاصة من النساء.

## النقل
يعتمد سكان المنطقة أساسا في تنقلاتهم على وسائلهم الخاصة وسيارات الأجرة وسيارات النقل الريفي للمسافرين.
وللبلدية بعض حافلات النقل المدرسي لنقل التلاميذ  من القرى إلى المدارس، وتنقل الطلبة إلى الثانويات في عين بسام.
ويتوفر خط للنقل الجامعي إلى جامعة البويرة.

## العادات والتقاليد
تتميز بلدية الخبوزية بعادات أصيلة أهمها التويزة وهي عبارة عن تجمع تعاوني لعدة أشخاص يهدف من خلالها إلى المساعدة في إنجاز الأعمال ومن أهم هذه المجالات التي نجد فيها التويزة صنع الكسكسي، النسيج وكذا الحصاد).
ومن ناحية أخرى تتراءى لنا العديد من العادات أهمها ختان الأطفال في ليلة السابع والعشرين من شهر رمضان الكريم ومن أهم الصناعات التقليدية بهذه المنطقة صناعة الأواني الطينية كما أنه من الشيم التي يتميز بها سكان البلدية إكرام الضيف ويغلب على عادات وتقاليد المنطقة الطابع الريفي كلباس الصوف كالبرنوس والقشابية.
أما الطبق الرئيسي والمعروف في المنطقة هو الكسكسي خاصة في المناسبات السعيدة كالأعراس والأعياد.

## الثقافة
في البلدية فروع للطرز والخياطة والأشغال اليدوية والمجموعة الصوتية وخلية الإصغاء، وتنشط فيها الجمعيات.
المكتبة البلدية فضاء للمطالعة فيها أكثر من 3 آلاف عنوان وفضاء للإنترنت.

## الجمعيات والمنظمات
- جمعية المشعل الثقافية.
- فوج السلام الكشافة الإسلامية الجزائرية : تأسس سنة 2002.
- المكتب البلدي للهلال الأحمر الجزائري.
- المكتب البلدي لمنظمة أبناء الشهداء.
- المكتب البلدي لمنظمة المجاهدين.
- المكتب البلدي لمنظمة أبناء المجاهدين.
- جمعيات للأحياء.
- جمعية مرايا لنشاطات الشباب تأسست سنة 2011.

## السياحة
بما أن بلدية الخبوزية مصنفة من البلديات الريفية فإنها تزخر بمناظر طبيعية خلابة

## الرياضة
- تتوفر البلدية على ملعب بلدي واحد يقع بالخبوزية مركز يستغل من طرف شباب البلدية في دورات رياضية بين الأحياء ولمختلف الفئات العمرية.
- النادي الرياضي «الاتحاد الرياضي لبلدية الخبوزية» نشأ في سنة 2015، وينشط في القسم الولائي، متوقف منذ سنوات.
- تتوفر البلدية على فرع خاص برياضة الفوفيتنام التي ينضم إليها عدد كبير من الشباب والذين تحصلوا فيها على مراتب وطنية.
- الرياضة الشعبية الأولى هي كرة القدم التي تمارس على مستوى الملعب البلدي.

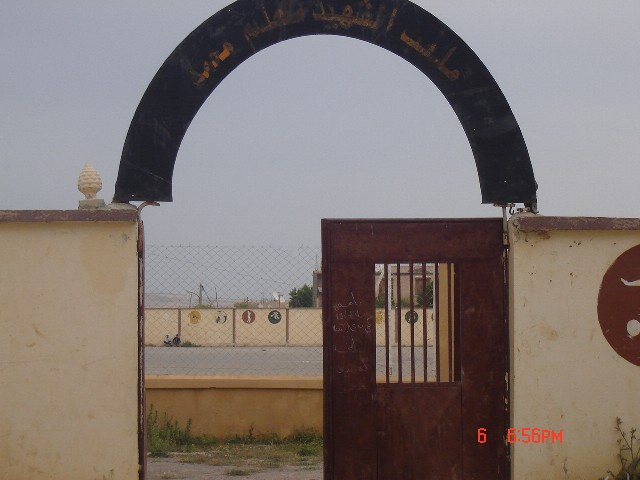
كرة القدم

- كما تمارس رياضة الكرة الطائرة  في فضاءات مفتوحة.

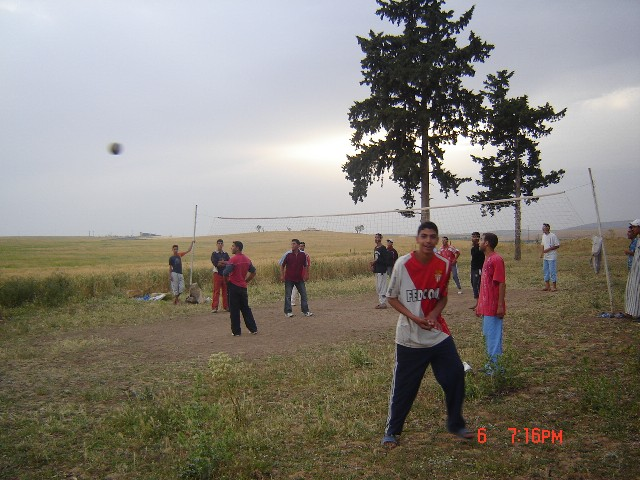
الكرة الطائرة

- تم افتتاح فرع لرياضة الكراتيه، منذ ديسمبر 2008، ونشّط على مستوى القاعة متعددة النشاطات، ثلاث مرات أسبوعيا. لكنه متوقف منذ 2010 بسبب عدم ملاءمة القاعة.
- تمارس تنس الطاولة  في القاعة متعددة النشاطات كنشاط ترفيهي.
- كما نجد أيضا ممارسة رياضة صيد الأسماك على مستوى سد الحمدة.
- تمارس رياضة صيد الحيوانات البرية لاسيما الأرانب والحجل، وللصيادين جمعية.

## البنايات
يتميز الطابع العمراني للبلدية بثلاثة أنواع من البنايات 
- البناء القديم الأرضي المغطى بالقرميد
- البناء العصري من عمارات وبنايات خاصة ذات طوابق متعددة
- البناء الهش القصديري وهو في طريق الزوال

## قائمة أعضاء المجلس الشعبي البلدي الحالي
انتقل عدد مقاعد المجلس من 7 إلى 13 مقعد في القانون الجديد. يتشكل من تحالف أحزاب يرأسه فؤاد بابا بلعزوز.

### قائمة رؤساء البلدية السابقين
رئيس المجلس الشعبي البلدي تاريخ بداية ونهاية المهمة الوضعية القانونية  
- البابدة أعمر أول رئيس بلدية 1985 منتخب
- فلاح توتة محمد بن عبد الله رئيس المجلس البلدي المؤقت منتخب
- زياد رابح ديسمبر 89 جوان 1990 منتخب
- فلاح توتة أحمد رئيس بلدية جوان 1990 /1992 منتخب
- حميش عيسى رئيس مندوبية معين
- حديدي مسعود رئيـس بلدية منتخب
- طاسين محمد 2002-2007 منتخب
- معوش خالد 2007-2012 منتخب
- مكي البشير 2012-2017 منتخب
- معوش خالد 2017-2020- منتخب
- فؤاد بابا بلعزوز 2021- الآن - منتخب

## مواضيع ذات صلة
- بلديات ولاية البويرة
- دوائر ولاية البويرة